# Edward Białek
Edward Białek (ur. 15 sierpnia 1956 w Żarach) – polski filolog germański, specjalizujący się w dydaktyce literatury niemieckiej, historii literatury XIX w. i literaturoznawstwie; nauczyciel akademicki związany z Uniwersytetem Wrocławskim, jest kierownikiem Zakładu Dydaktyki Literatury w Instytucie Filologii Germańskiej.

## Życiorys
Urodził się w 1956 w Żarach w województwie lubuskim. Po uzyskaniu w 1979 magisterium na filologii germańskiej na Uniwersytecie Wrocławskim rozpoczął pracę zawodową w Instytucie Filologii Germańskiej na macierzystej uczelni. Pogłębiał wiedzę na Uniwersytecie w Grazu, uniwersytetach w Salzburgu, Monachium i Berlinie.
Stopień naukowy doktora nauk humanistycznych uzyskał w 1983. Stopień naukowy doktora habilitowanego nauk humanistycznych w zakresie literaturoznawstwa – historii literatury niemieckiej, otrzymał 24 lutego 2003 na podstawie rozprawy Prowokatorzy i obrońcy ludu. Formy zaangażowania w literaturze austriackiej drugiej połowy XX wieku. Został mianowany na stanowisko profesora nadzwyczajnego UWr, a 18 kwietnia 2013 otrzymał tytuł naukowy profesora nauk humanistycznych. Od 2013 jest członkiem Zarządu Niemiecko-Polskiego Towarzystwa Uniwersytetu Wrocławskiego.
Edward Białek od 20 lat uczestniczy honorowo we wdrażaniu licznych projektów służących popularyzacji literatury niemieckiej i austriackiej w kręgu studentów uniwersytetu, a także w kręgach miłośników literatury we Wrocławiu i na Dolnym Śląsku. Wydaje dwa uznane czasopisma na temat tej literatury: „Orbis Linguarum” i „Silesia Nova”. Dla studentów stworzył warsztaty tłumaczeniowe na UWr, sam również był tłumaczem przysięgłym języka niemieckiego.
Jest pomysłodawcą i organizatorem wielu sesji krytyczno-literackich poświęconym postaciom literatury niemieckojęzycznej, m.in. Peterowi Handkemu, Carlowi i Gerhartowi Hauptmannom.
Edward Białek wykłada także w Instytucie Humanistycznym Państwowej Wyższej Szkole Zawodowej im. Angelusa Silesiusa w Wałbrzychu oraz na Wydziale Nauk Społecznych i Humanistycznych Państwowej Wyższej Szkole Zawodowej im. Witelona w Legnicy.
Należy do Austriackiego Towarzystwa Germanistycznego (ÖGG), Stowarzyszenia Germanistów Europy Środkowej (MGV), jest członkiem Grupy Inicjatyw Naukowych na Rzecz Dorobku Karla Dedeciusa przy Collegium Polonicum w Słubicach, Rady Muzeum Miejskiego „Dom Gerharta Hauptmanna” w Jeleniej Górze i Kuratorium Naukowego Fundacji Kultury Śląska w Würzburgu.
Białek jest promotorem twórczości pisarzy i poetów niemieckich urodzonych na Śląsku, w tym zwłaszcza Moniki Taubitz, poza tym Jochena Hoffbauera, Armina Müllera.

## Dorobek naukowy
Zainteresowania badawcze Edwarda Białka koncentrują się wokół zagadnień z wielu dziedzin: historii literatury niemieckiej i austriackiej, dydaktyki literatury, zagadnień translatorskich, językoznawstwa oraz historii regionów. W ramach swoich głównych badań współpracuje z badaczami zagranicznymi w Niemczech, Szwajcarii, Austrii i Czechach. Organizuje międzynarodowe konferencje poświęcone tym badaniom oraz uczestniczy w sympozjach zagranicznych. Wypromował 11 doktorów.
Jego dorobek naukowy i translatorski obejmuje wiele pozycji: publikacje książkowe (także jako współautor), artykuły naukowe, redakcję prac zbiorowych i przekłady z języka niemieckiego na polski.
Edward Białek jest redaktorem kilku serii wydawniczych prezentujących literaturę niemiecką i austriacką, w tym:
- „Biblioteki Austriackiej” Wydawnictwa Atut (z Dalią Żminkowską), z tekstami współczesnych pisarzy austriackich, a także esejami i rozprawami naukowymi poświęconymi wybranym problemom życia kulturalnego Austrii. Seria ukazuje się pod patronatem Austriackiego Konsulatu Generalnego w Krakowie, Instytutu Filologii Germańskiej Uniwersytetu Wrocławskiego oraz Biblioteki Austriackiej we Wrocławiu (część Biblioteki Uniwersyteckiej we Wrocławiu)[9],
- Serii „Nowe Książki z Niemiec” (m.in. wraz z Krzysztofem Huszczą, Grzegorzem Kowalem, Justyną Kubocz, Katarzyną Nowakowską, Janem Pacholskim, Stephanem Woltingiem i Pawłem Zimniakiem), publikującej literackie przykłady niemieckiego dyskursu o Polsce i stosunkach niemiecko-polskich oraz twórczość pisarzy niemieckich urodzonych na Śląsku,
- serii „Zrozumieć Niemcy” (z Leszkiem Żylińskim), mającej przybliżyć współczesne rozumienie kultury niemieckiej, poprzez publikację prac z zakresu historii literatury i kultury niemieckiej, oraz kulturalnych powinowactw polsko-niemieckich.
- serii Wydania specjalne „Orbis Linguarum”.

Jest współpracownikiem redakcji miesięcznika „Sudety” i redaktorem czasopism, takich jak:
- „Orbis Linguarum” (od 1994) – pismo filologiczne wydawane przez Instytut Filologii Germańskiej Uniwersytetu Wrocławskiego, redagowane z Eugeniuszem Tomiczkiem, wyróżnione przez KBN, pismo wielojęzyczne (polski, niemiecki, angielski, francuski). Artykuły i recenzje publikują w nim literaturoznawcy, językoznawcy, badacze życia literackiego, a także filozofowie, socjologowie, historycy i badacze stosunków polsko-niemieckich.
- „Silesia Nova”. Vierteljahresschrift für Kultur und Geschichte (od 2004), ISSN 1614-7111, dwumiesięcznik historyczno-kulturalny wydawany przez Neisse Verlag, redagowany m.in. z Krzysztofem Ruchniewiczem, Rainerem Sachsem, Andrzejem Zawadą i Rościsławem Żerelikiem[11], publikuje referaty, eseje, recenzje na temat bieżącej i historycznej sytuacji Śląska w Europie, a także historii Polski i jej stosunkach z Niemcami.

Był opiekunem bądź recenzentem prac magisterskich poświęconych Austrii. Od 1992 jest opiekunem Biblioteki Austriackiej wspierając prowadzone przez bibliotekę projekty literackie.

## Nagrody i wyróżnienia
Za popularyzowanie literatury austriackiej w Polsce oraz naukowych badań literackich Edward Białek w 2012 otrzymał Austriacki Krzyż Honorowy Nauki i Sztuki I klasy za wybitne osiągnięcia w dziedzinie sztuki i nauki przyznawany przez prezydenta Republiki Austrii. W tymże roku odznaczony został Złotym Krzyżem Zasługi za działalność na rzecz rozwoju nauki.

## Publikacje
Edward Białek jest autorem lub redaktorem licznych publikacji: książek, tekstów naukowych i tłumaczeń.
Niektóre publikacje
- Edward Białek Regionalizm ujarzmiony: szkic do portretu sceny literackiej Grazu, Wrocławskie Wydawnictwo Oświatowe, Wrocław 1996,
- Edward Białek, Eugeniusz Tomiczek, Marek Zybura, Leben – Werk – Lebenswerk. Ein Gerhart Hauptmann-Gedenkband. Nauczycielskie Kolegium Języków Obcych, Legnica 1997 („Orbis Linguarum”), ISBN 83-85699-30-9.
- Edward Białek, Prowokatorzy i obrońcy ludu: formy zaangażowania w literaturze austriackiej drugiej połowy XX wieku, Wyd. Uniwersytetu Wrocławskiego, Wrocław 2002 (Acta Universitatis Wratislaviensis; no 2391), ISBN 83-229-2243-4.
- Świadek wieku zaślepienia. Polska recepcja twórczości Eliasa Canettiego, Wybór i opracowanie Edward Białek i Leszek Żyliński, Wydawnictwo Atut, Wrocław 2006, ISBN 83-7432-118-0.
- Carl und Gerhart Hauptmann, Zwischen regionaler Vereinnahmung und europäischer Perspektivierung, Edward Białek, Mirosława Czarnecka (red.), Hauptmanniana, Band 1, Wydawnictwo Atut; Wrocław 2006, ISBN 978-83-7432-166-2, wyd. 2., Neisse Verlag, Dresden 2010, ISBN 978-3-940310-83-5.
- Beispiel der Bearbeitung eines Kommentars zu einem Brief von Gotthold Ephraim Lessing, in: Schuhnummer oder Leben, Beiträge zur Literaturdidaktik, red. Edward Białek, Czesław Karolak, Wydawnictwo Atut, Wrocław–Dresden 2007, ISBN 978-83-7432-172-3.
- Uber allen Gipfeln. Bergmotive in der deutschsprachigen Literatur des 18. bis 21. Jahrhunderts, Edward Białek, Jan Pacholski (red.), Wydawnictwo Atut, Wrocław 2008, ISBN 978-83-7432-378-9.
- Silesia in litteris servata. Paradigmen der Erinnerung in Texten schlesischer Autoren nach 1945, wstęp Edward Białek, Edward Białek i Paweł Zimniak (red.). Neisse Verlag, Dresden 2009, ISBN 978-3-940310-42-2.
- Dem Sonnenwanderer auf der Spur, Neue Beiträge zu Carl Hauptmann, Edward Białek, Mirosława Czarnecka (red.), Hauptmanniana Band 4, Neisse Verlag, Dresden 2009, ISBN 978-3-940310-71-2.
- Über allen Gipfeln, Bergmotive in der deutschsprachigen Literatur des 18.–20. Jahrhunderts, Edward Białek, Jan Pacholski (red.), Neisse Verlag, Dresden 2009, ISBN 978-3-940310-50-7.
- Literatura austriacka w Polsce w latach 1980–2008: bibliografia adnotowana, praca zbiorowa pod red. Edwarda Białka i Katarzyny Nowakowskiej, Wydawnictwo Atut, Wrocław 2009, ISBN 978-83-7432-512-7.
- Literatura austriacka w Polsce w latach 1980–2008: szkice do historii recepcji praca zbiorowa pod red. Edwarda Białka i Katarzyny Nowakowskiej, Wydawnictwo Atut, Wrocław 2010, ISBN 978-83-7432-512-7.
- Anioły i demony zapomnienia: pisarze jako kreatorzy pamięci Austriaków w: Anioły i demony zapomnienia: szkice o literaturze austriackiej XX i XXI wieku praca zbiorowa pod red. Edwarda Białka i Katarzyny Nowakowskiej, Quaestio, Wrocław 2011.
- Wschód słońca na Śnieżce. Karkonosze w wierszach poetów niemieckich, Wybór i przekład Edward Białek, Wyd. Quaestio, Wrocław 2011, ISBN 978-83-62571-10-9.
- Kiedy wyruszam w góry. Sudety w liryce niemieckiej, Wybór i przekład Edward Białek, Wyd. Quaestio, Wrocław 2011, ISBN 978-83-62571-12-3.
- Kontinuitäten Brüche Kontroversen, Deutsche Literatur nach dem Mauerfall, Edward Białek, Monika Wolting (red.), Neisse Verlag, Dresden 2012, ISBN 978-3-86276-072-5.
- Arcydzieła literatury niemieckojęzycznej. Szkice – komentarze – interpretacje, Edward Białek, Grzegorz Kowal (red.), Tom 1-2, Wydawnictwo: Atut; 2012, ISBN 978-83-7432-759-6.
- Edward Białek, Der Logaubund Liegnitz und die Zeitschrift Die Saat in der literarischen Kultur Niederschlesiens nach dem Ersten Weltkrieg, Dresden 2012, ISBN 978-3-86276-040-4.
- Schlesien erlesen, Aufsätze zur Literatur des 18. bis 21. Jahrhunderts. Festgabe für Monika Taubitz zum 75. Geburtstag, Edward Białek, Jan Pacholski (red.), Neisse Verlag, Dresden 2012, ISBN 978-3-86276-076-3.
- Kultura ziemi kłodzkiej – tradycje i współczesność, Edward Białek, Wojciech Browarny, Małgorzata Ruchniewicz (red.), Oficyna Wydawnicza „Atut” Wrocław 2016, seria „Orbis Linguarum”. ISBN 978-83-7977-203-2.
- Lekarz jako autor i bohater literacki, Edward Białek; Dariusz Lewera; Oficyna Wydawnicza Atut Wrocław 2019. ISBN 978-83-7977-395-4.